# Manifiesto de los 100 (1981)
El Manifiesto de los 100 es un texto firmado por un centenar de mandos militares y difundido por la agencia Europa Press el 5 de diciembre de 1981, nueve meses después del fallido golpe de Estado del 23-F en España y poco antes del consejo de guerra que tuvo lugar contra los golpistas, también mandos militares.
En el manifiesto, dirigido al gobierno de Calvo-Sotelo y a los medios de comunicación, se consideraban las críticas a los promotores del golpe procesados, tales como Milans del Bosch y Tejero, como dirigidas a toda la colectividad militar, y se advertía de las consecuencias a las que esto tendría lugar.

## Consecuencias
Guillermo Quintana, capitán general de Madrid y posteriormente víctima de ETA en 1984, ordenó el arresto de noventa y uno de los firmantes del manifiesto, como autores de una falta disciplinaria leve. Además, ocho militares, entre los cuales el capitán Blas Piñar Gutiérrez (hijo de Blas Piñar López, dirigente del partido ultraderechista Fuerza Nueva) fueron expedientados. Sin embargo, en diciembre de 1985 la Audiencia Nacional ordenó que se les repusiera en sus destinos.